# Pierre Valcke
Pierre Jules Charles Valcke (Oostende, 25 november 1884 - La Rochelle, 30 december 1940)was een Belgisch hockeyer.

## Levensloop
Valcke was actief bij AS Ostendaise.
Daarnaast maakte hij deel uit van het Belgisch hockeyteam. Met de nationale ploeg nam hij onder meer deel aan de Olympische Zomerspelen van 1920, alwaar hij brons behaalde met de Belgische equipe.